# Giro di Svizzera 1966
Il Giro di Svizzera 1966, trentesima edizione della corsa, si svolse dal 12 al 19 giugno 1966 per un percorso di 1 476 km, con partenza e arrivo a Zurigo. Il corridore italiano Ambrogio Portalupi si aggiudicò la corsa concludendo in 42h27'11".
Dei 70 ciclisti alla partenza arrivarono al traguardo in 35, mentre 35 si ritirarono.

## Tappe
| Tappa  | Data      | Percorso                              | km    | Vincitore di tappa | Leader cl. generale |
| ------ | --------- | ------------------------------------- | ----- | ------------------ | ------------------- |
| 1ª     | 12 giugno | Zurigo > Yverdon-les-Bains            | 237   | Ambrogio Portalupi | Ambrogio Portalupi  |
| 2ª     | 13 giugno | Yverdon-les-Bains > Villars-sur-Ollon | 175   | Carlo Chiappano    | Ambrogio Portalupi  |
| 3ª     | 14 giugno | Villars-sur-Ollon > Saas-Fee          | 158   | Mario da Dalt      | Ambrogio Portalupi  |
| 4ª     | 15 giugno | Saas-Fee > Lugano                     | 253   | Alfred Rüegg       | Ambrogio Portalupi  |
| 5ª     | 17 giugno | Lugano > Zugo                         | 227   | Mario da Dalt      | Ambrogio Portalupi  |
| 6ª     | 18 giugno | Zugo > Rorschach                      | 194   | Vito Taccone       | Ambrogio Portalupi  |
| 7ª     | 19 giugno | Rorschach > Zurigo                    | 232   | Werner Weber       | Ambrogio Portalupi  |
| Totale | Totale    | Totale                                | 1 476 |                    |                     |

## Dettagli delle tappe

### 1ª tappa
- 12 giugno: Zurigo > Yverdon-les-Bains – 237 km

Risultati
| Pos. | Corridore           | Squadra    | Tempo    |
| ---- | ------------------- | ---------- | -------- |
| 1    | Ambrogio Portalupi  | Vittadello | 5h56'10" |
| 2    | Jean-Baptiste Claes | Torpedo    | a 2'38"  |
| 3    | Albert Herger       | Tigra      | s.t.     |

### 2ª tappa
- 13 giugno: Yverdon-les-Bains > Villars-sur-Ollon – 175 km

Risultati
| Pos. | Corridore       | Squadra | Tempo    |
| ---- | --------------- | ------- | -------- |
| 1    | Carlo Chiappano | Sanson  | 5h16'43" |
| 2    | Ruedi Zollinger | Tigra   | a 1'45"  |
| 3    | Rolf Maurer     | Tigra   | a 2'14"  |

### 3ª tappa
- 14 giugno: Villars-sur-Ollon > Saas-Fee – 158 km

Risultati
| Pos. | Corridore     | Squadra | Tempo    |
| ---- | ------------- | ------- | -------- |
| 1    | Mario da Dalt | Sanson  | 4h32'48" |
| 2    | Karl Brand    | Tigra   | a 33"    |
| 3    | Roland Zöffel | Zimba   | a 2'45"  |

### 4ª tappa
- 15 giugno: Saas-Fee > Lugano – 253 km

Risultati
| Pos. | Corridore          | Squadra | Tempo    |
| ---- | ------------------ | ------- | -------- |
| 1    | Alfred Rüegg       | Zimba   | 7h11'45" |
| 2    | Giancarlo Ferretti | Sanson  | a 3'51"  |
| 3    | Hans Junkermann    | Torpedo | s.t.     |

### 5ª tappa
- 17 giugno: Lugano > Zugo – 227 km

Risultati
| Pos. | Corridore      | Squadra    | Tempo    |
| ---- | -------------- | ---------- | -------- |
| 1    | Mario da Dalt  | Sanson     | 6h44'04" |
| 2    | Vito Taccone   | Vittadello | a 30"    |
| 3    | Paul Zollinger | Tigra      | s.t.     |

### 6ª tappa
- 18 giugno: Zugo > Rorschach – 194 km

Risultati
| Pos. | Corridore           | Squadra    | Tempo    |
| ---- | ------------------- | ---------- | -------- |
| 1    | Vito Taccone        | Vittadello | 6h04'53" |
| 2    | Graziano Battistini | Vittadello | a 2'35"  |
| 3    | Werner Weber        | Zimba      | s.t.     |

### 7ª tappa
- 19 giugno: Rorschach > Zurigo – 232 km

Risultati
| Pos. | Corridore        | Squadra | Tempo    |
| ---- | ---------------- | ------- | -------- |
| 1    | Werner Weber     | Zimba   | 6h08'23" |
| 2    | Louis Pfenninger | Tigra   | a 8'32"  |
| 3    | Roland Zöffel    | Zimba   | a 9'09"  |

## Classifiche finali

### Classifica generale
| Pos. | Corridore          | Squadra    | Tempo     |
| ---- | ------------------ | ---------- | --------- |
| 1    | Ambrogio Portalupi | Vittadello | 42h27'11" |
| 2    | Carlo Chiappano    | Sanson     | a 12"     |
| 3    | Ruedi Zollinger    | Tigra      | a 1'55"   |
| 4    | Franco Balmamion   | Sanson     | a 2'25"   |
| 5    | Karl Brand         | Tigra      | a 2'46"   |
| 6    | Rolf Maurer        | Tigra      | a 2'49"   |
| 7    | Paul Zollinger     | Tigra      | a 3'58"   |
| 8    | Giancarlo Ferretti | Sanson     | a 5'54"   |
| 9    | Vito Taccone       | Vittadello | a 6'20"   |
| 10   | Aldo Moser         | Queen Ann  | a 6'35"   |

### Classifica scalatori
| Pos. | Corridore           | Squadra    | Punti |
| ---- | ------------------- | ---------- | ----- |
| 1    | Ruedi Zollinger     | Tigra      | 34    |
| 2    | Franco Balmamion    | Sanson     | 26,5  |
| 3    | José Urrestarazu    | Libertas   | 24    |
| 4    | Ambrogio Portalupi  | Vittadello | 21,5  |
| 5    | Graziano Battistini | Vittadello | 20,5  |

### Classifica squadre
| Pos. | Squadra                   | Tempo      |
| ---- | ------------------------- | ---------- |
| 1    | Tigra-Meltina-De Gribaldy | 125h20'08" |
| 2    | Sanson                    | a 2h01'34" |
| 3    | Zimba                     | a 2h04'40" |
| 4    | Vittadello                | a 2h18.35" |
| 5    | Queen Ann                 | a 3h34.33" |